# Malemba-Nkulu (territoire)
Le territoire de Malemba-Nkulu est une entité déconcentrée de la province du Haut-Lomami en république démocratique du Congo. 

## Lukanga petit
Il s'étend sur le nord-ouest de la province.

## Histoire
Ce territoire s'est signalé lors des élections présidentielles du 28 novembre 2011, la commission nationale indépendante (CENI) ayant publié des résultats provisoires pour le candidat no 3, Joseph Kabila. En effet, pour  266 886 suffrages exprimés, la CENI a octroyé 100 % des voix au candidat Joseph Kabila, le président sortant, avec un taux de participation de 99,46 %,.

## Commune
Le territoire compte une commune rurale de moins de 80 000 électeurs.
- Malemba-Nkulu, (7 conseillers municipaux)

## Chefferies et secteurs
Le territoire est constitué de 4 chefferie et 2 secteurs. :
- Chefferie Kayumba
- Chefferie Mulongo
- Chefferie Museka
- Chefferie NKULU
- Secteur Badia
- Secteur Mwanza

## Population et langues
La langue majoritaire est le Kiluba.

## Économie
Le territoire de malemba-Nkulu compte beaucoup de carrières minières, les trafiquants (commerçants).
le territoire de malemba-nkulu à une très grande possession dans l'économie de la province du HAUT-LOMAMI.

## Personnalitée liée à la communauté
- Aimé Ngoy Mukena (1962-2022), homme politique congolais (RDC).
- Jean-Louis Nkulu Kitshunku (1949-2013) ancien ministre et vice-ministre des mines entre 2003-2005, ancien Directeur à la GECAMINES